# Giovanni Maria Boccardo
Giovanni Maria Boccardo (Moncalieri, 20 de noviembre de 1848 - Pancalieri, 30 de diciembre de 1913), fue un presbítero italiano, fundador de la congregación de las Hijas Pobres de San Gaetano; en 1998 el Papa Juan Pablo II lo proclamó beato.

## Hagiografía
Nació en el caserío de Ca' Bianca en el municipio de Moncalieri, el mayor de diez hermanos, tres de los cuales fallecieron a temprana edad y tres se convirtieron en sacerdotes, entre los que Luigi Boccardo será a su vez proclamado beato por la Iglesia Católica.
Estudió en familia, comenzando a ayudar a los pobres del país y, en particular, cuidando a un mendigo ciego.  Al final de la unificación de Italia, en 1861 asistió al gimnasium de los padres Barnabitas, y después de la escuela ingresó al seminario.  Durante este período buscó asiduamente la "santidad", un pensamiento que emerge claramente de sus escritos (escribió algo así como 44 volúmenes, todavía casi completamente inéditos en la actualidad, que contienen pensamientos e ideas de vida).
El 3 de junio de 1871 Giovanni fue ordenado sacerdote en Turín por Monseñor Balma.  En 1873 se convirtió en director espiritual del seminario de Chieri, donde había ingresado como asistente solo unos meses después de su ordenación como sacerdote.  Algún tiempo después, con el mismo cargo, fue enviado a Turín al seminario diocesano.
En Turín, Giovanni y Luigi se hicieron amigos de los grandes santos de la época: Giovanni Bosco, Leonardo Murialdo, Giuseppe Allamano.  Allamano fue el rector del Santuario de la Consolata antes de que Boccardo ocupara su lugar en 1880.
En 1882 se convirtió en párroco de Pancalieri, donde permaneció hasta su muerte.  Mucho se dedicó al catecismo y a menudo fue llamado a predicar en otras parroquias.  Visitó regularmente las cárceles de Saluzzo, buscando el arrepentimiento y la penitencia de los presos.
En 1884 una terrible epidemia de cólera golpeó Pancalieri: el párroco se dedicó, con la ayuda de algunos jóvenes, a ayudar a los enfermos, como lo demostraron Giovanni Bosco y Giuseppe Benedetto Cottolengo.  Fueron ellos quienes lo inspiraron a abrir un hospicio para personas que se quedaban sin ayuda: el 6 de noviembre de 1884 llegaron los primeros enfermos.

## Hijas pobres de San Gaetano
Pero su obra principal fue quizás la fundación de la congregación religiosa femenina de las Hijas Pobres de San Gaetano, actualmente activa en Italia, Brasil, Benín, Argentina y otros países.  La tarea encomendada a las Hijas Pobres es ayudar a los enfermos y enfermos crónicos, abandonados, niños, ancianos, así como sacerdotes enfermos.  La primera monja consagrada a San Cayetano fue Carlotta Fontana, que tomó el nombre de Hermana Gatena del Santísimo Sacramento.

## La enfermedad
En 1911, Giovanni sufrió una parálisis.  La enfermedad lo obligó a quedarse quieto y a renunciar dolorosamente al ministerio.  El 30 de diciembre de 1913 murió en Pancalieri. El 1 de enero de 1914 se celebró el solemne funeral, con gran participación del pueblo.

## Veneración
El Papa Juan Pablo II lo proclamó beato en 1998 en Turín y fijó su memorial litúrgico para el 30 de diciembre.